# V870 Arae
V870 Arae (V870 Ara / HD 165235 / HIP 88853) es una estrella variable en la constelación de Ara, el altar.
Su distancia al sistema solar es de 350 años luz.
V870 Arae es una binaria de contacto de tipo espectral F8 —las dos componentes se hallan tan próximas que llegan a tocarse o fusionarse—, con un período orbital de sólo 0,39978 días (9,595 horas).
Es una de las binarias de contacto cuyo cociente de masas es menor (q = 0,082 ± 0,030), comparable al de AW Ursae Majoris, SX Corvi o V857 Herculis.
Se piensa que aquellas binarias de contacto cuyo cociente de masa es inferior a ~ 0,076, en un lapso de tiempo comprendido entre 1000 y 10 000 años, se fusionan formando una única estrella de rápida rotación; ello sitúa a V870 Arae como un claro candidato para que ambas estrellas se fusionen en el futuro.
La componente principal de V870 Arae tiene una masa de 1,503 masas solares mientras que la de su acompañante, 12,2 veces menor, equivale al 12,3% de la masa solar.
Esta última, con una temperatura efectiva de 6210 ± 35 K, es la mitad de luminosa que el Sol y tiene un radio igual al 61% del radio solar.
Su acompañante es mucho más luminosa —casi 3 veces más que el Sol— y considerablemente más grande, con un radio de 1,69 radios solares. Sin embargo, posee una menor temperatura de 5860 K.
El par constituye una binaria eclipsante del tipo W Ursae Majoris, oscilando su brillo entre magnitud aparente +9,00 y +9,39.